# ティム・スコルド
ティム・スコルド（Tim Sköld、1966年12月14日 - ）は、スウェーデンのミュージシャン、プロデューサー、ギタリスト、ベーシスト。
スウェーデンのロックバンドであるショットガン・メサイアの元メンバー、アメリカのロックバンドであるマリリン・マンソンの元プロデューサー及び元メンバー、ドイツのインダストリアル・バンドKMFDMの元メンバーである。

## 経歴

### 生い立ち
1966年12月14日、スウェーデンのヴェストラ・イェータランドで生まれる。家族はセミプロのドラマーであった父、母、姉のリンダ。11歳で同級生と共にバンドを結成。ベースギターを借りキッスやデヴィッド・ボウイなどをカバーし学校で披露していた。
大晦日のパーティにて、後にショットガン・メサイアを一緒に結成したギタリストハリー・コーディ（Harry K. Cody）に出会う。当時から彼らの夢は「アメリカのロックスターになること」であった。17歳で寄宿学校に入学しプロセス工学を勉強、2年後にはアパートを借り軍事機器の製造工場で仕事をしていた。半年後軍に徴兵されるが、他の兵が就寝した後ベース・ギターをシャワー室に持ち込み隠れて練習をしていた。そして週末にはハリー・コーディとリハーサルを重ねていた。
19歳でスコルドとハリー・コーディはスウェーデンのレコード会社にデモ・テープを持ち込み、King pinを結成した。King Pin当時の芸名はTIM TIM（ティム・ティム）。

### King Pin〜Shotgun Messiah
King Pinを結成後スコルドはメンバーと共に渡米したが、サンフランシスコに拠点を置くバンドがKing pinと同じバンド名を持っていた為、King pinからショットガン・メサイアへとバンド名を変更。"Welcome To Bop City"をリミックスし、スウェーデン国外向けのアルバムとして発売した。
しかしボーカルを務めていたジニー・J・サンが発売後脱退。スコルドはコーディの提案を受け本名であるティム・スコルドへと名前を変え、ボーカルに転身し、ベーシストにはボビー・ラインコンを迎え入れた。その後発売した2ndアルバム"Second Coming"はショットガン・メサイアで最も評価されたアルバムとなったが、スコルドとコーディ以外の二人のメンバーが脱退してしまった為、スウェーデンへ再び戻りインダストリアル・メタルを取り入れた3rdアルバム"Violent New Breed"を発表した。
しかしながら評価は分かれセールスは思わしくなく、スコルドとコーディはショットガン・メサイアを解散した。

### Sköld
ショットガン・メサイアの解散後、スコルドは自身のソロ・プロジェクト「Sköld」を立ち上げた。ショットガン・メサイア時代はコーディが主に作曲を手がけていたが、このプロジェクトではスコルド自身が作詞・作曲・全ての楽器の演奏を行い、カナダのプロデューサー・ミックスエンジニアであるスコット・ハンフリーと共同で1stアルバム"Skold"を発売した。このアルバムの幾つかの曲はUniversal Soldier: The ReturnやDisturbing Behaviorという映画、Twisted Metal 4というゲームで使用された。
2002年頃にはセルフタイトルアルバムの製作に取り掛かるが、デモ音源やアートワークなどがツアーバスから盗まれインターネット上に流出してしまい、発売を断念した。

### KMFDM、MDFMK
ソロ活動の後、ドイツのインダストリアルバンドであるKMFDMの97年のアルバム『SYMBOLS』に自身の曲をリミックスして提供し参加、1999年のアルバム『ADIOS』にて正式メンバーとなる。KMFDMの創始者でもあるサシャ・コニエツコとの共同ボーカル、共同作詞、ベーシスト、プログラミングなどをこなした。
1999年にKMFDMは活動休止させ、翌年に女性ボーカリストであるルチア・シファレーリ（LUCIA CIFARELLI）を交えてMDFMKを結成し活動再開する。ユーロポップやトランス、エレクトロニカなどを取り入れた未来的なサウンドで作り上げたアルバム『MDFMK』ではスコルド自身を含むメンバー3人全員がボーカルを担当した。2002年には3人はMDFMKの名前をKMFDMに戻し、レイモンド・ワッツと共にアルバム『Attak』をリリースしたが、スコルドはKMFDMから離れた。

### Newlydeads、Ohgr
2000年12月13日には、ファスター・プッシーキャットのボーカリストテイミー・ダウンのプロジェクトであるNewlydeadsのショーにゲストとして参加した。また、2001年にはスキニー・パピーのボーカリストであるニヴェック・オーガを中心とするプロジェクト、ohGrのツアーにサポートメンバーとして参加した。

### Marilyn Manson
2001年のマリリン・マンソンのシングルTainted Loveからプロデューサーとなり、映画版『バイオハザード』に曲を提供した。KMFDMから離れた2002年にはマリリン・マンソンのベーシストであったトゥイーギ・ラミレズの脱退を受け、ベーシスト兼プロデューサーとして正式にマリリン・マンソンに加入。加入後に発売したアルバム『ザ・ゴールデン・エイジ・オブ・グロテスク』では、ギター・キーボード・アコーディオンやシンセサイザーを演奏、またアートワークやエレクトロニクス、プログラミング・ドラムなど作成・編集した。
2004年にリード・ギターであったジョン5が脱退したのを受け、ベーシストからギタリストへと転向した。そしてデペッシュ・モードのPersonal Jesusをカバーしリリース、スコルドがバックコーラスも担当したこの曲はベストアルバム『レスト・ウィ・フォーゲット』に収録された。2006年10月には3D版『ナイトメアー・ビフォア・クリスマス』の公開に合わせて「ディス・イズ・ハロウィン」をカバーし、『ナイトメアー・ビフォア・クリスマス』のサウンドトラックに収録された。
2007年6月5日にはアルバム『イート・ミー、ドリンク・ミー』をリリースした。しかしながら2008年1月9日には、マリリン・マンソンはMySpaceのページにおいて、スコルドがマリリン・マンソンを離れ元ベーシストであるトゥイーギ・ラミレズが再加入することを発表。

### Doctor Midnight & The Mercy Cult
マリリン・マンソン脱退後の2009年、Doctor Midnight & The Mercy Cultというスーパーグループを結成しシングルをリリースした。2011年にはI Declare: Treasonというアルバムをリリースした。

### Motionless in White
アメリカのメタルコアバンドMotionless in whiteの1stアルバム『Creatures』のリイシュー盤ボーナストラック"Mallevs Maleficarvm(Tim Skold Remix)"を提供。
2012年に発表した2ndアルバム『Infamous』にプロデューサーとして参加しスコルドも曲を5曲提供した。
3rdアルバム『Reincarnate』の"Final Dictvm feat. Tim Skold"でゲスト参加した。

### 現在・Sköld
2009年にはKMFDMのSascha Konietzkoと共同で『Skold vs KMFDM』を発表した。また、KMFDMのアルバム『Blitz』に再びプログラマーとして参加、更にリミックスも提供した。
2009年11月3日にはソロシングルとしてI Will Not Forget", "A Dark Star", and "Bullets Ricochet"をリリースしitunesやAmazonで発売された。また、2010年の初めには新しいアルバムをリリースすると公式ウェブサイト上で発表したがリリースされず、翌年の2011年5月10日にアルバム『Anomie』をリリースした。
2014年3月17日には新しいアルバムのリリースを発表したが、このリリースは予期せぬ問題によってキャンセルされ、予約販売については返金された。

## ディスコグラフィー

### Kingpin
- "Shout It Out" (1987)
- Welcome to Bop City (1988)

### Shotgun Messiah
- Shotgun Messiah (September 12, 1989)
- "Shout It Out" (1989)
- "Don't Care 'Bout Nothin'" (1990)
- Second Coming (October 22, 1991)
- "Heartbreak Blvd." (1991)
- "Red Hot" (1991)
- "Living Without You" (1992)
- I Want More (November 17, 1992)
- Violent New Breed (September 28, 1993)
- "Enemy in Me" (1993)
- "Violent New Breed" (1993)

### Skold
- Skold (July 30, 1996)
- Neverland (1996) (EP)
- Dead God (2002) (Unreleased demo)
- I Will Not Forget (2009) (Single)
- A Dark Star (2009) (Single)
- Bullets Ricochet (2009) (Single)
- Suck (2011) (Single)[1]
- Anomie (May 10, 2011)[2][3][4]
- Tonight (2011) (Single)[5]

### KMFDM
- Symbols (September 23, 1997)
- "Megalomaniac" (January 20, 1998)
- Adios (April 20, 1999)
- "Boots" (February 5, 2002)
- Attak (March 19, 2002)
- Blitz (March 24, 2009)

### MDFMK
- MDFMK (March 28, 2000)

### Marilyn Manson
- "Tainted Love" (2001)
- Resident Evil Soundtrack (2002)
- The Golden Age of Grotesque (May 13, 2003)
- Lest We Forget: The Best of (September 28, 2004)
- Eat Me, Drink Me (June 4, 2007)

### Skold vs. KMFDM
- Skold vs. KMFDM (February 24, 2009)

### Doctor Midnight & The Mercy Cult
- "(Don't) Waste It" (May 9, 2011)
- I Declare: Treason (June 6, 2011)